# BOX (漫画)
『BOX 暗い箱』（ボクシング くらいはこ）は、原作：狩撫麻礼、作画：池上遼一による日本の漫画。『ビッグコミック』（小学館）にて1991年に連載された。

## あらすじ
田島ボクシングジム期待の星・吉岡猛のノンタイトル戦の1週間前、ジムの落ちこぼれ選手であった首藤悟とのスパーリングで、吉岡は思いがけない猛攻でダウンしてしまった。それ以来、吉岡は自分より強い誰かの悪夢にうなされるようになってしまう。高度経済成長期突入前の日本の、2人のボクサーの魂を描く。

## 主な登場人物
首藤 悟
経歴不明のボクサー。全日本チャンピオン確実と言われた吉岡を2度もダウンさせた暴れ馬。
吉岡 猛
全日本ライト級8位のボクサー。ノンタイトル戦でチャンピオンを破るが、そのような自分をあっさりとダウンさせてしまう首藤の存在に悩む。
宮古
組長。愛人に手を出されたことを帳消しにする代わりに首藤を買った。